# Balcaskie

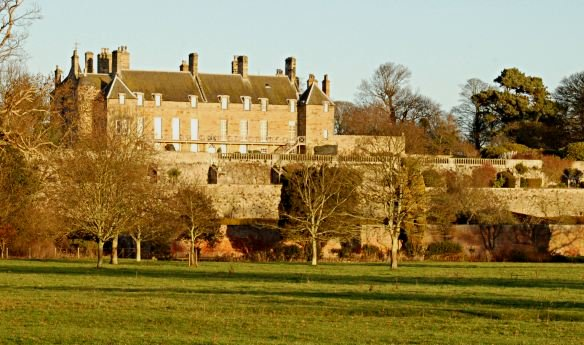
Balcaskie a partir do sul.

Balcaskie é uma casa de campo do século XVII em Fife, na Escócia. Fica a cerca de 2 km ao norte de St Monans, e é notável principalmente como a casa e o trabalho precoce do arquiteto Sir William Bruce. Robert Lorimer, um admirador de Bruce, chamou de casa, "a casa ideal que um cavalheiro escocês deveria ter". Balcaskie continua a ser a sede do Scottish clan chief do Clã Anstruther, Tobias Alexander Anstruther de que Ilk

## Jardins
Os jardins, ao sul da casa, foram estabelecidas por William Bruce e estão alinhados na Bass Rock. Os terraços e vista são inspirados por jardins barrocos franceses, como Vaux-le-Vicomte. Os jardins foram alteradas no século XVIII, e restaurado em 1826-1827 por William Burn e William Sawrey Gilpin. Parterre foram estabelecidos na década de 1840 por W. A. Nesfield.